# Сінгульське сільське поселення
Сінгу́льське сільське поселення (рос. Сингульское сельское поселение) — муніципальне утворення у складі Ялуторовського району Тюменської області, Росія.
Адміністративний центр — село Сінгуль Татарський.

## Населення
Населення — 775 осіб (2020; 788 у 2018, 795 у 2010, 849 у 2002).

## Склад
До складу поселення входять такі населені пункти:
| Населений пункт          | Населення, осіб (2002) | Населення, осіб (2010) |
| ------------------------ | ---------------------- | ---------------------- |
| Сінгуль Татарський, село | 411                    | 402                    |
| Яр, присілок             | 438                    | 393                    |